# Louis Beaucarne
Louis-Maur Beaucarne (Ename, 15 mei 1798 – 11 februari 1867) was lid van het Belgisch Nationaal Congres.

## Familie
De familie Beaucarne was vergroeid met Ename. Onder het ancien régime leverde ze twee burgemeesters van de gemeente, onder wie de grootvader van Louis, Jacques Beaucarne (06/11/1711–31/12/1780). Een oom van Louis, Charles-Liévin Beaucarne (19/5/1756–4/8/1819) was in de Franse tijd gedeputeerde van het Dijledepartement en verving vaak de prefect, als die afwezig was. 
De vader van Louis-Maur, Joannes Franciscus Beaucarne (24/10/1754–8/12/1828) werd geboren in Ename en was eveneens (net zoals zijn vader Jacques Beaucarne) ontvanger van de provincierechten in Ename. Hij huwde op 26 november 1793 met Theresia Antoinette Delplancken (26/11/1767-12/1/1840). Samen kregen zij zes kinderen. Meerdere van zijn kinderen namen actief deel aan de revolutionaire beweging van 1830. Hij is de directe voorvader van o.a. Louise Beaucarne (de latere echtgenote van Simon Fredericq) en Augusta Beaucarne (de echtgenote van Arthur Buysse, broer van de bekende schrijver Cyriel Buysse).

## Levensloop
Louis-Maur Beaucarne, telg uit het geslacht Beaucarne, volgde in 1828 zijn vader na zijn overlijden op als belastingontvanger in Ename en werd als overtuigd patriot in 1830-1831 verkozen om deel te nemen aan het grondwetgevend Nationaal Congres, dat het koninkrijk België moest stichten. 
Pas Congreslid geworden solliciteerde hij bij het Voorlopig Bewind om tot hoofdinspecteur van de indirecte belastingen voor Oost-Vlaanderen te worden benoemd. Zodra het Congres was afgelopen, werd hij van 3 augustus tot 18 oktober 1831 ontvanger van belastingen in Sleidinge en vanaf 26 oktober oefende hij hetzelfde ambt uit in Ronse. Later zou hij dan toch provinciaal inspecteur worden. Zijn broer Edmond die bij hem inwoonde, werd burgemeester van Ename.
Hij ontving het IJzeren Kruis voor zijn inzet tijdens de revolutiedagen en werd in 1856 opgenomen in de Leopoldsorde.
Hij trouwde met Francisca (bijgenaamd Baudouine) Bataille (1815-1850), een dochter van Pierre-Antoine Bataille (1756-1821), notaris in Ronse en Marie-Amélie Corbisier (1778-1839). Ze kregen drie kinderen.
Op 68-jarige leeftijd belandde hij 's avonds op de terugweg van Ename in de Schelde. Zijn lichaam werd door de stroming meegesleurd en opgevist ter hoogte van Neder-Ename.

## In het Nationaal Congres
In oktober 1830 werd hij door het arrondissement Oudenaarde naar het Nationaal Congres gestuurd. Zijn verkiezing had veel te maken met het feit dat zijn jongste broer Edmond Beaucarne (1807-1895) de oppositiekrant Le Catholique des Pays-Bas leidde en al veroordeeld was voor anti-Hollandse artikels, maar zelf niet de minimumleeftijd van 25 jaar had bereikt die hem verkiesbaar zou hebben gemaakt. Beaucarne trof in het Congres heel wat leden aan die tot de medewerkers van de Catholique behoorden, zoals Joseph-Jean De Smet, Désiré Verduyn, Louis Le Bègue, Alexander Rodenbach en Constantin Rodenbach. 
Beaucarne stemde voor de onafhankelijkheidsverklaring en voor de eeuwigdurende uitsluiting van de Nassaus. Bij de eerste stemmingen voor een koning was de hertog van Leuchtenberg zijn kandidaat. Toen er een regent moest gekozen worden stemde hij voor Félix de Mérode. Hij stemde tegen Leopold van Saksen-Coburg en stelde Surlet de Chokier voor. Hij stemde tegen de aanvaarding van het Verdrag der XVIII Artikelen. Behalve aan de stemmingen, nam hij aan geen enkele discussie tijdens de openbare zittingen deel.